# Jean-Paul Abalo
Jean-Paul Yaovi Dosseh Abalo (Lomé, Togo, 26 de junio de 1975) es un exfutbolista togolés, se desempeñaba como Defensa central y su último club fue el Al-Merreikh Omdurmán de Sudán. Fue internacional con la selección de fútbol de Togo y llegó a ser su capitán.

## Clubes
| Club                       | País    | Año         |
| -------------------------- | ------- | ----------- |
| OC Agaza                   | Togo    | 1992 - 1993 |
| St. Christophe Chateauroux | Francia | 1993 - 1995 |
| Amiens SC                  | Francia | 1995 - 2005 |
| USL Dunkerque              | Francia | 2005        |
| APOEL FC                   | Chipre  | 2005 - 2006 |
| Ethnikos Piraeus FC        | Grecia  | 2006        |
| Al-Merreikh Omdurmán       | Sudán   | 2007 - 2008 |

- Datos: Q1345891